# Gomer Pyle
Gomer Pyle is een Nederlandse rockband uit West-Brabant. Oorspronkelijk hanteert de band een aan grunge verwante stijl maar later wijzigt de koers meer richting stonerrock met een space-randje.
De band werd in het begin van de jaren 90 opgericht. In 1999 werd de cd Eurohappy uitgebracht. In die tijd werd de band wel beschouwd als het vlaggenschip van de rockscene in West-Brabant, maar ondanks de cd, een aantal grotere optredens en aandacht op Radio 3 werd het daarna lang stil rond de band. In 2006 verschijnt nog wel de ep Angelseagirl. De ep krijgt een goede ontvangst van OOR, drummer Wim Wolters besluit echter de band te verlaten.
In 2006 komt drummer Sander Evers van 35007 naar Gomer Pyle. Dit leidt tot nieuwe initiatieven; de band treedt weer op, onder andere in Vera en op 21 september 2007 zal de ep GP worden uitgebracht.
Op 22 september 2008 komt via Spacejam Records/Suburban Records het album Idiots Savants uit. Het album wordt goed ontvangen en staat ruim 9 weken op nummer 1 in Oors Moordlijst. Gomer Pyle speelt vervolgens veel in het clubcircuit en treedt ook op tijdens Noorderslag 2009. Via Roadburn Records verschijnt op 14-4-2009 een vinyl editie van het album Idiots Savants, het album wordt gepresenteerd op 23-04-2009 tijdens het Roadburn festival in 013 te Tilburg. 
In februari 2011 komt de band met het bericht dat drummer Sander Evers en Gomer Pyle vanwege "te veel persoonlijke verschillen" uit elkaar zijn gegaan. Sander Evers start kort daarop de band Monomyth.
Vanaf begin 2016 vervult Kees Haverkamp (Against Time, All on Black, Otis) de rol als drummer. In deze nieuwe bezetting speelt Danny Huygens basgitaar. In april 2016 heeft Gomer Pyle voor het eerst sinds 2008 nieuw materiaal uitgebracht in de vorm van een EP met als titel EP2016.
Sinds begin 2012 zijn Mark van Loon en Tonny Presser samen actief in de nederlandstalige groep ZonderMeer.

## Bandleden
- Mark Brouwer - zang/gitaar
- Mark van Loon - gitaar
- Danny Huijgens - basgitaar
- Danny Gras - sampling/productie
- Damian Kunath - drums

### Voormalige bandleden
- Kees Haverkamp - drums
- Sander Evers - drums
- Norbert Plat - basgitaar
- Wim Wolters - drums
- Wilfred Landa - percussie
- Tonny Presser - basgitaar

## Discografie
- Honeybunny (Promo cd) 1995
- Eurohappy (Elegy-Records) 1999
- Angelseagirl (EB) 2006
- GP (limited edtion promo pack) 2007
- Idiots Savants cd (Spacejam/Suburban) 2008
- Idiots Savants vinyl (Roadburn Records) 14-4-2009
- EP2016 10-04-2016
- Before I Die I...  28-02-2020